# Wishbringer
Wishbringer, sottotitolato The Magick Stone of Dreams solo a video, è un'avventura testuale creata da Brian Moriarty per Infocom nel settembre del 1985 e pubblicata per numerosi home computer. È stato creato per essere un gioco di facile soluzione rispetto allo standard delle avventure grafiche della Infocom, e detiene una discreta introduzione esplicativa per gli utenti inesperti. È stato uno dei cinque titoli più venduti dalla Infocom.

## Trama
Il giocatore assume il ruolo di un impiegato postale a Festeron, un piccolo paesino di pescatori. Nel consegnare un pacco al negozio di articoli magici "Ye Olde Magick §hoppe", la proprietaria del negozio, un'anziana e gentile signora, chiede di salvare il suo gatto da un pericoloso predatore. Uscito dal negozio, il giocatore non si trova più a Festeron, bensì a Witchville, una città sinistra e pericolosa.
Il giocatore ha a disposizione una pietra magica, che realizza sette desideri, soltanto una volta sola e solamente in possesso dell'apposito catalizzatore magico.

## Modalità di gioco
L'avventura è soltanto in inglese ed è completamente priva di grafica. Può accettare anche frasi complesse che comprendono più comandi. Alcuni dei comandi speciali sono SCRIPT per stampare il resoconto della storia, VERBOSE e SUPERBRIEF per rendere i testi descrittivi più prolissi o più concisi.

## Ifeelies
Essendo un'avventura testuale dedicata ai più piccoli, l'involucro originale presentava dei gadget affinché i bambini emulassero l'impiegato postale, ma servivano anche a evitare la pirateria informatica: per interagire con il gioco è infatti necessario essere a conoscenza di alcuni accorgimenti forniti dal libro e dalla lettera allegati al gioco.
Gli articoli inclusi, che la Infocom ha denominato feelies, sono:
- Il libro La leggenda di Wishbringer, che spiega come la pietra è diventata magica
- La busta e la lettera da consegnare allo Ye Olde Magick §hoppe
- Un programma postale di zona di Festeron
- Una replica in plastica della pietra